# Булл-Ран (приток Санди)
Булл-Ран (англ. Bull Run River) — река на северо-западе штата Орегон, протекает по территории округов Клакамас и Малтнома. Правый приток Санди. Булл-Ран имеет длину 35,2 км и зарождается в центральной части Каскадных гор как безыменный водоток на высоте около 1300 метров над уровнем моря, который вскоре впадает в одноимённое озеро. Вытекая из него с северо-западной стороны, Булл-Ран течёт на северо-запад на протяжении всего верхнего течения, затем поворачивает на юго-запад и сохраняет это направление почти до устья, возле которого преобладающим вновь становится северо-запад. Впадает в Санди на высоте 74 метра над уровнем моря. На реке устроено две запруды: первая находится между ручьями Фер-Крик (англ. Fir Creek) и Беар-Крик (англ. Bear Creek), вторая — после впадения Саут-Форк (англ. South Fork).
Бассейн реки занимает площадь в 363 км² и почти полностью расположен на территории лесного заповедника Маунт-Худ (англ. Mount Hood National Forest). Большая часть бассейна закрыта для публичного посещения, это связано с необходимостью защиты этой территории от загрязнения, так как река Булл-Ран является основным источником питьевой воды для города Портленд.
Вероятно, аборигены жившие вдоль реки Колумбия посещали район бассейна Булл-Ран ещё 10 тысяч лет назад. В дальнейшем ими были проложены тропы в Каскадных горах, в том числе и у верховий Булл-Ран возле вулкана Худ. В середине XIX века эти тропы использовались первопроходцами и переселенцами чтобы добраться до плодородной долины Уилламетт. В 1890-х годах бассейн реки Булл-Ран был выбран как основной источник снабжения питьевой водой Портленда, после чего началось активное строительство гидротехнических сооружений и развитие сопутствующей инфраструктуры на этой территории: постройка плотин, водовода, электростанции, запруд, дорожной сети, железнодорожной линии. Первая вода из Булл-Ран начала поступать в Портленд по водоводу, начавшему действовать в 1895 году.